# Le Rocher de la Tête-Noire
 (décembre 2023).
Si vous disposez d'ouvrages ou d'articles de référence ou si vous connaissez des sites web de qualité traitant du thème abordé ici, merci de compléter l'article en donnant les références utiles à sa vérifiabilité et en les liant à la section « Notes et références ».
Le Rocher de la Tête-Noire (Danger Point) est un roman policier de la romancière britannique Patricia Wentworth publié en 1941. Il est paru en France aux éditions Édimail, collection Nuit, en 1986, dans une traduction d'Anne-Marie Carrière et Sophie Vincent avant d'être repris aux éditions 10/18 dans la collection « Grands Détectives » no 2534 en 1994.

## Résumé
À bord d'un train, Lisle Jerningham confie ses craintes et ses angoisses à une singulière petite dame assise en face d'elle. À l'arrivée en gare, cette compagne de voyage lui glisse sa carte où se lit : Miss Silver, détective privé. Il n'en faut pas plus pour que Lisle rougisse de honte. Or, peu après son retour à la maison, ses inquiétudes renaissent. Elle en vient à croire que son mari, pourtant si attentionné, cherche en fait à se débarrasser d'elle. Elle se souvient alors de la vielle demoiselle du train, retrouve la carte et appelle à son aide Miss Silver.